# Coppa Bernocchi 1966
La Coppa Bernocchi 1966, quarantottesima edizione della corsa, si svolse il 13 agosto 1966 su un percorso di 242 km. Era valida come evento del circuito UCI categoria CB1.1. La vittoria fu appannaggio dell'italiano Raffaele Marcoli, che terminò la gara in 5h59'00", alla media di 40,446 km/h, precedendo i connazionali Dino Zandegù e Michele Dancelli. L'arrivo e la partenza della gara furono a Legnano.

## Ordine d'arrivo (Top 10)
| Pos. | Corridore         | Squadra     | Tempo    |
| ---- | ----------------- | ----------- | -------- |
| 1    | Raffaele Marcoli  | Sanson      | 5h59'00" |
| 2    | Dino Zandegù      | Bianchi     | s.t.     |
| 3    | Michele Dancelli  | Molteni     | s.t.     |
| 4    | Adriano Durante   | Salvarani   | s.t.     |
| 5    | Giorgio Destro    | Mainetti    | s.t.     |
| 6    | Lucillo Lievore   | Mainetti    | s.t.     |
| 7    | Renato Bongioni   | Individuale | s.t.     |
| 8    | Gianni Motta      | Molteni     | s.t.     |
| 9    | Adriano Passuello | Legnano     | s.t.     |
| 10   | Giuseppe Fezzardi | Molteni     | s.t.     |